# ハイチーズ (バンド)
ハイチーズは宮城県仙台市を主な活動地域とするロックバンド。
仙台屈指のロックンロールバンド、のキャッチフレーズで活動中。

## 経歴
1994年結成。東北大学の音楽サークルF研のバンドとして活動を開始したが、学生メンバーの脱退より、仙台のインディーズシーンでの活動が主になる。メンバーチェンジを経て定禅寺ストリートジャズフェスティバルなどで活動中。

## メンバー
- ハイチーズ板橋（Vo, G, Harp) (板橋 修) ex. イタバシケ, BRAW-BLO(ブラウブロ)
- 大沼正寛 (G, Vo)
- 佐々木淳 (B)
- 松岡慎一郎 (Dr)

## 旧メンバー
- Dr.、高栖紀尚
- Dr.、村田宗
- Bass. Cho、森木啓太
- Dr. 小原努
- Bass. 板橋秀 ex.ザ・ブラジャーズ
- Vo. Piano. Organ、浅野浩康 ex.ジョン・アンド・パンチ
- Vo. G、成田俊郎
- Dr. Cho、寺澤敬博 ex. 椿屋四重奏
- G. Cho、鈴木貴氏

## 作品
- ハイチーズ（デモテープ 1995年）
- ハイチーズ2（デモテープ 1996年）
- ベイビーBaby（CDアルバム 1998年）
- だから（CDミニルバム 2000年）
- V3（CDミニルバム 2000年）
- 心は心（CDミニルバム 2002年）